# Igor Belanov
Ihor Ivanovytch Belanov (en ukrainien Ігор Бєланов, Ihor Bielanov, en russe Игорь Беланов, Ighor' Ivanovitch Bielanov), né le 25 septembre 1960 à Odessa (en Ukraine soviétique), est un footballeur ukrainien, international soviétique.
Cet attaquant vif et doué techniquement remporte en 1986 le Ballon d'or du joueur européen de l'année.

## Carrière
Né à Odessa en Ukraine en 1960, en pleine période soviétique, Igor Belanov fréquente les équipes de jeunes du Tchernomorets Odessa avant d'intégrer l'équipe première du SK Odessa pour sa première saison professionnelle en 1979. Ce club évolue au second échelon russe et végète au milieu de tableau. Pour ses débuts, il inscrit 16 buts en deux saisons (et 68 matches) sous les couleurs de ce club. 
En 1981, il signe pour le voisin du Tchernomorets Odessa et fait ses premiers pas en première division soviétique lors de la saison 1981. En 27 matches, il marque 6 buts. Après quatre saisons qui lui ont permis de s'imposer progressivement dans le collectif de Tchernomorets (11 buts en 33 matches lors de sa dernière saison en 1984), il rejoint le Dynamo Kiev, l'un des clubs phares du football soviétique, qui sort de deux saisons en championnat plutôt décevantes. 
Au sein de cette équipe reprise en main en ce début de saison 1985 par le charismatique Valeri Lobanovski, Igor Belanov s'impose rapidement comme une des pièces maitresses de ce groupe du Dynamo où évoluent un grand nombre d'internationaux soviétiques : Oleg Blokhine, Vladimir Bessonov, Pavel Yakovenko, Aleksandr Zavarov entre autres. Dès la première saison de Belanov au club (auteur cette année-là de 10 buts), le Dynamo réussit le doublé Coupe-Championnat. 
L'année 1986 est encore plus prolifique pour les joueurs de Lobanovski qui remporte le titre de champion d'URSS 1986 et surtout la Coupe des Coupes en battant en finale le 2 mai 1986 à Lyon l'Atlético Madrid par 3 buts à 0. Belanov ne marque pas au cours de cette rencontre mais il se distingue tout au long de l'année par ses buts décisifs et son implication constante sur le front de l'attaque ukrainienne. 
Sélectionné pour la première fois en équipe nationale lors d'une rencontre amicale opposant l'Union soviétique à la Suisse le 2 mai 1985 à Moscou, il participe finalement à la phase finale d'une coupe du monde en 1986. Titulaire en attaque, il inscrit quatre buts pendant la compétition, dont un triplé lors du spectaculaire huitième de finale perdu contre la Belgique (4 buts à 3 après prolongation), et adresse cinq passes décisives. Malgré l'élimination précoce des Soviétiques, ses performances lui valent de remporter en fin de saison le ballon d'or.
En 1987, il atteint les demi-finales de la Coupe d'Europe des clubs champions avec le Dynamo, éliminé par le FC Porto, et remporte pour la deuxième fois la coupe soviétique. Le parcours décevant du Dynamo en championnat (seulement 6e) annonce cependant la fin de l'âge d'or du club qui ne remporte aucun nouveau titre au cours des deux saisons suivantes.
En 1988, Igor Belanov mène l'attaque de la sélection soviétique lors du championnat d'Europe de football, qui s'incline en finale contre les Pays-Bas de Rinus Michels (2-0). En cours de match, Belanov se voit l'opportunité de réduire le score sur penalty (exercice dans lequel il n'a connu jusque-là qu'un seul échec dans sa carrière), mais son tir est arrêté par le gardien néerlandais. Par ailleurs, comme bon nombre de grands joueurs de son époque, il participe au jubilé de Michel Platini à Nancy le 23 mai 1988.
En novembre 1989, profitant de l'effondrement de l'Union soviétique, Igor Belanov quitte Kiev pour le championnat allemand en signant au Borussia Mönchengladbach contre plus d'un million de mark. Ce transfert est plutôt décevant, le joueur ne disputant en deux saisons que 27 matchs toutes compétitions confondues, il quitte le club en janvier 1991 et signe en deuxième division allemande, au Eintracht Brunswick, où il joue jusqu'en 1994, sans parvenir à faire remonter son équipe en première division. En 1995, Belanov rentre en Ukraine, d'abord dans son ancien club de Tchernomorets Odessa où il ne joue que quelques matches, puis comme entraîneur-joueur pour Metalurg Marioupol, un club des divisions inférieures ukrainiennes, qu'il quitte en 1997.
Alors qu'il a quitté le monde du football, il devient pendant quelques mois propriétaire et président du club suisse du FC Wil (2003-2004), où il fait appel à son ancien coéquipier Aleksandr Zavarov pour devenir entraîneur. Il est à la fin des années 2000 le président d'un centre de formation de footballeurs à Odessa.

## Le Ballon d'or 1986
En décembre 1986, au vu de ses différentes performances sous le maillot du Dynamo Kiev (auteur du doublé cette année-là Champion d'URSS-Coupe des Coupes) et de plusieurs excellents matches avec la sélection d'URSS à la Coupe du monde de football de 1986, Igor Belanov est désigné Ballon d'or 1986. 
Un grand nombre d'observateurs du football affirme que cette année-là, cette distinction prestigieuse couronne dans son ensemble le spectaculaire jeu proposé par le Dynamo Kiev et aurait pu légitimement être attribué à l'un de ses coéquipiers, Pavel Yakovenko ou Aleksandr Zavarov par exemple. Quoi qu'il en soit, Belanov est élu Ballon d'or et laisse Gary Lineker et Emilio Butragueño sur les deuxième et troisième marches du podium.

## Statistiques
| Club                                   | Saison               | Champ. | Champ. | Coupe | Coupe | Europe | Europe | Total | Total |
| Club                                   | Saison               | Matchs | Buts   | M.    | B.    | M.     | B.     | M.    | B.    |
| -------------------------------------- | -------------------- | ------ | ------ | ----- | ----- | ------ | ------ | ----- | ----- |
| SK Odessa                              | 1979                 | 32     | 5      | 0     | 0     | 0      | 0      | 32    | 5     |
| SK Odessa                              | 1980                 | 36     | 11     | 0     | 0     | 0      | 0      | 36    | 11    |
| Tchernomorets Odessa                   | 1981                 | 27     | 6      | 2     | 0     | 0      | 0      | 29    | 6     |
| Tchernomorets Odessa                   | 1982                 | 29     | 2      | 4     | 1     | 0      | 0      | 33    | 3     |
| Tchernomorets Odessa                   | 1983                 | 27     | 7      | 1     | 0     | 0      | 0      | 28    | 7     |
| Tchernomorets Odessa                   | 1984                 | 33     | 11     | 5     | 3     | 0      | 0      | 38    | 14    |
| Dynamo Kiev                            |                      |        |        |       |       |        |        |       |       |
| 1985                                   | 31                   | 10     | 3      | 1     | 0     | 0      | 34     | 11    |       |
| 1986                                   | 22                   | 10     | 1      | 1     | 10    | 5      | 33     | 16    |       |
| 1987                                   | 23                   | 8      | 3      | 0     | 7     | 1      | 33     | 9     |       |
| 1988                                   | 27                   | 9      | 4      | 3     | 1     | 0      | 32     | 12    |       |
| 1989                                   | 18                   | 3      | 8      | 2     | 0     | 0      | 26     | 4     |       |
| Borussia Mönchengladbach               | nov. 1989–1990       | 14     | 4      | 1     | 0     | 0      | 0      | 15    | 4     |
| Borussia Mönchengladbach               | 1990-janv. 1991      | 10     | 0      | 2     | 1     | 0      | 0      | 12    | 1     |
| Eintracht Brunswick                    | janv. 1991-1991 (D2) | 9      | 3      | 0     | 0     | 0      | 0      | 9     | 3     |
| Eintracht Brunswick                    | 1991–1992 (D2)       | 29     | 10     | 1     | 1     | 0      | 0      | 30    | 11    |
| Eintracht Brunswick                    | 1992–1993 (D2)       | -      | -      | -     | -     | -      | -      | -     | -     |
| Eintracht Brunswick                    | 1993–1994 (D3)       | 26+4   | 8      | 1     | 0     | 0      | 0      | 31    | 8     |
| Tchernomorets Odessa                   | 1995                 | 3      | 1      | 0     | 0     | 0      | 0      | 3     | 1     |
| Metalurg Marioupol (entraîneur-joueur) | 1995–1996 (D3)       | 1      | 0      | 0     | 0     | 0      | 0      | 1     | 0     |
| Metalurg Marioupol (entraîneur-joueur) | 1996–1997 (D2)       | 4      | 4      | 0     | 0     | 0      | 0      | 4     | 4     |
| Carrière                               | Total                | 408    | 111    | 36    | 13    | 18     | 6      | 462   | 130   |

## Palmarès
Dynamo Kiev
- Vainqueur de la Coupe vainqueurs de coupe en 1986.
- Champion d'Union soviétique en 1985 et 1986.
- Vainqueur de la Coupe d'Union soviétique  en 1985 et 1987.
- Finaliste de la Supercoupe d'Europe en 1986.

 Union soviétique
- Finaliste du Championnat d'Europe en 1988.

Distinctions individuelles
- Élu Ballon d'Or en 1986